# あさぎり夕
あさぎり 夕（あさぎり ゆう、1956年7月21日 - 2018年10月27日）は、日本の女性漫画家、小説家。東京都出身。本名は高野夕里子。

## 経歴
中学時代から漫画雑誌に投稿を始め、プロの漫画家を目指すサークル「三日月会」の会員となった。その一方で編集部に作品を持ち込むなどの活動を続け、1976年、講談社の第12回なかよし・少女フレンド新人漫画賞に『光めざして飛んでいけ』が入賞し、同社の少女漫画雑誌『なかよし』の増刊号に掲載されてデビュー。1987年には『なな色マジック』で第11回講談社漫画賞を受賞。朝霧 夕名義での活動も行っている。
1990年代前半までは、主に講談社の少女漫画雑誌にて少女漫画を描いていた。その後は講談社を離れ、小説を執筆したりボーイズラブ (BL) 漫画に進出したりしている。
なお、デビュー前にBL漫画を持ち込んだところ、「このような作品は理解されません」と否定的に評価され、路線変更してデビューしたといわれている。本人は、当時それでもBL漫画を描き溜めていたとしている。最初の持ち込み作品『サラマンダー』など一部が公式サイトで限定公開されている。
2018年10月27日、肺炎で死去。62歳没。

## 作品

### 少女漫画
- 青い宇宙のルナ（自身初の単行本）
- 花詩集 こでまりによせて
- わたしの恋は星まかせ
- きらら星の大予言（原作：水木杏子）
- あいつがHERO!
- あしたからのHERO
- こっちむいてラブ!
- アップルどりいむ
- あこがれ冒険者
- なな色マジック
- アイ・Boy
- 卒業写真
- ミンミン!
- コンなパニック
- ひまわり日記
- アリスの時間
- 女の子の不・思・議
  - 女の子のホ・ン・キ
- 紅伝説
- キャッシュな関係
- 夢であえたら
- お姉さんの事情
- B.B.天国
- イブのすべて

### 少年漫画
- ミッドナイトパンサー ※朝霧夕名義

### 少女小説
※全て講談社X文庫ティーンズハート。イラストはあさぎり夕。
- あこがれ冒険者 ※自作漫画のセルフノベライズ
- ひまわり日記 ※自作漫画のセルフノベライズ
- ジュリエットの約束

### ボーイズラブ漫画
- ノックを3回
- セカンド・ラブ
- LONELY SOLDIER（原作、作画・若宮ひろ）
- 午後の異邦人
  - ラヴァーズ キス
- 魅せられて
- 瞳のホンネ
  - 瞳のギワク
- 金のカイン
- 女王陛下のお庭番
- Mr.シークレットフロア（原作、作画・剣解）

### ボーイズラブ小説
※イラストについて表記のないものは、全てあさぎり夕。

#### キャンバス文庫（小学館）
- 瑞穂と剛の用心棒シリーズ(新版・用心棒シリーズとシリーズ名を変えてパレット文庫に移刊)
  - 聖蛇の末裔
  - 白の呪眼
  - 第三の魔境
  - 太陽の巫女

#### パレット文庫（小学館）
- 泉&由鷹シリーズ
  - 僕達の始まり
  - 僕達の熱い夏
  - 僕達の恋愛論
  - 僕達の長い夜
  - 僕達の仮面劇
  - 僕達の失楽園
  - 僕達の航海図
  - 僕達の旅立ち
  - 僕達の白昼夢
  - 僕達の夢伝説
  - 僕達の聖少女
  - 僕達の砂時計
  - 僕達の迷い道
  - 僕達の太陽王
  - 僕達の禁猟区
  - 僕達の学園祭
  - 僕達の交差点
  - 僕達の新世界
  - 僕達の合言葉
  - 僕達の鎮魂曲
  - 僕達の卒業式
  - 僕達の記念碑

- 泉君シリーズ
  - 僕達の第二章
  - 僕達の季節風
  - 僕達の堕天使
  - 僕達の裏切り
  - 僕達の地球光
  - 僕達の永遠性
  - 僕達の将来図
  - 僕達の水平線
  - 僕達の世紀末
  - 僕達の宝石箱
  - 僕達の再出発
  - 僕達の誕生日
  - 僕達の明日へ

- 太陽と月に抱かれて
- 先生は止まらない
  - 先生は振りむかない
- 優しいケダモノ

- 白皇シリーズ
  - 悪魔なブラザー
  - 羊ちゃんと個人授業
  - 結婚しようよ♥
  - 結婚します♥ 結婚しようよ2

- 接待します
- 僕は瞳の中にいる ※絵・夢花李

- 帝斗付属シリーズ ※絵・こうじま奈月
  - 特別な好きをあげる
  - 特別な好きがほしい
  - 特別な好きになる日

#### コバルト文庫（集英社）
- 雪之丞事件簿
  - ゼウスの恋人
  - シヴァの刻印
  - ガブリエルの遺言
  - ヴィーナスの迷宮
  - アンタレスの記憶

- 御園シリーズ
  - 秘密の花園（シークレットガーデン）
  - 卒業までの二人
  - 永遠までの二人
  - ラストゲーム 前編〜後編

- レンタルな恋はいかが?
- 副会長は本日多忙!

- 親猫シリーズ
  - 猫かぶりの君 1～4
  - 夜の野良猫走査線
  - 親猫は愛を宿す 前編〜後編
  - 親猫は過去に惑う
  - 親猫は恋に落ちる
  - 猫の手も借りたいKの日常
  - 親猫の幸せな午後

- 誘惑のカサノバ

- 子猫シリーズ
  - ピンクな子猫
  - ブルーな子猫
  - ライトな子猫

- 紳士シリーズ
  - 紳士は夜に求愛する
  - 紳士は甘く略奪する
  - 紳士の嘘 彼の真実

- 無口シリーズ
  - 無口な夢追い人（ドリーマー）
  - 無口な放浪者（ストレンジャー）
  - 無口な婚約者（フィアンセ）

- 夢屋へおいで
- 貴公子と迷子のウサギ 前編〜後編
- あの夏のシルエット

- デリバリーホストシリーズ
  - ホストなあいつ
  - 秘書は艶然とうそをつく
  - 星降る夜の恋がたり
  - 俺がホストになった理由（わけ）
  - 疾走する恋情

- まなざしの情熱
- 美しいひと ※絵・おおや和美
- 八月の恋のおわり
- 七年目のラブシック
- 挑発のルポライター ※絵・山田ユギ
- 先生はいつもやさしい ※絵・穂波ゆきね
- 眠り執事にめざめのキス ※絵・今市子
- 恋は危うく香りたつ ※絵・高永ひなこ
- 甘い恋の賞味期限 ※絵・穂波ゆきね
- 玉の輿でいこう！ ※絵・街子マドカ

#### エクリプスロマンス（桜桃書房） → アクア文庫（オークラ出版）
- タッチ・ミー ※絵・大和名瀬
  - タッチ・ミー ※絵・あさぎり夕 - 上記改稿版

#### BE・BOY NOVELS（ビブロス→リブレ出版）
- 女王陛下の甘美な午後 ※BL漫画作品「女王陛下のお庭番」の続編
- ダイヤモンドに口づけを 全8巻 ※絵・佐々成実
- 秘書の愛したビスクドール ※絵・かんべあきら
- 夜明けに覇王の夢をみる ※絵・かんべあきら
- 伯爵様の花嫁選び ※絵・笠井あゆみ
- Mr.シークレットフロア ※絵・剣解
- 奪われたシークの花嫁 ※絵・笠井あゆみ

#### リブレB-PRINCE文庫（リブレ出版）
- 先生は止まらない ※絵・街子マドカ - パレット文庫から発売されたシリーズの新装版
  - 先生は振りむかない ※絵・街子マドカ - 同上

#### ルビー文庫（角川書店）
- 公爵と呼ばれる男 ※絵・高久尚子
- 身代わり御曹司のしつけ方
- 傲慢は紳士のたしなみ ※絵・あさとえいり

### イラスト集
- 『in the 2 DECADES あさぎり夕自選イラスト集』（学習研究社、1997年） ISBN 4-05-601729-8

## 関連番組
- 趣味百科『少女コミックを描く』第4回（1991年4月23日 NHK教育） - アトリエ訪問コーナーに登場